# Teplice

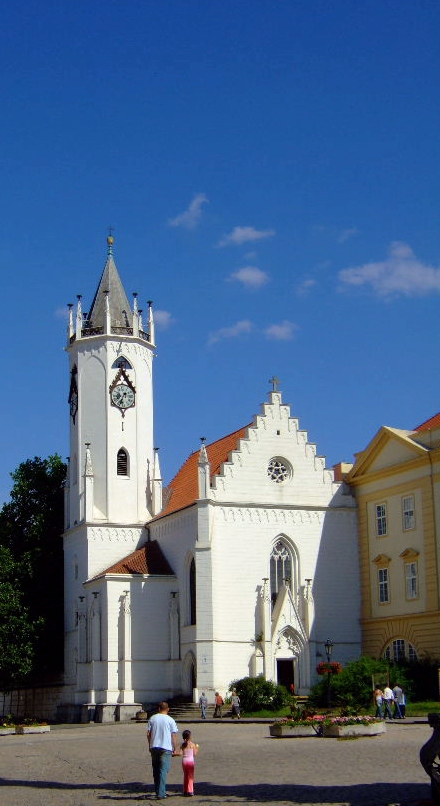
Església-castell

Teplice, anomenada Teplice-Šanov fins al 1948; (en alemany: Teplitz-Schönau, i anteriorment, Töplitz) és una ciutat de la República Txeca, capital del Districte de Teplice, dins la Regió d'Ústí nad Labem. És la segona ciutat balneari més gran del país (després de Karlovy Vary).
Teplice és localitzada al nord-oest de Bohèmia, prop de la frontera amb l'estat alemany de Saxònia. Se situa a la plana del riu Bílina, que separa les Muntanyes Metal·líferes (en txec: Krušné Hory) al nord-oest de la Serralada Central txeca (en txec: České středohoří) al sud-est.

## Persones il·lustres

### Nascuts a Teplice
- Julius von Payer (1841–1915), explorador
- Karl Pohlig (1864–1928), director d'orquestra
- Humbert Achamer-Pifrader (1900–1945), coronel de les SS
- Paul Kohner (1902–1988), productor de cinema
- Frederick Kohner (1905–1986), escriptor
- Helmut Pfleger (n. 1943), Gran Mestre d'escacs
- Jaromír Kohlíček (n. 1953), polític
- Daniela Peštová (n. 1970), model
- Robert Lang (n. 1970), jugador d'hoquei sobre gel (Phoenix Coyotes)
- Lucie Králová (n. 1982), Miss República Txeca 2005
- Karl Panzner (1866-1923) director d'orquestra
- Karl Pohlig (1864-1828), compositor, director d'orquestra i mestre de capella.

### Residents
- El matemàtic Adam Adamandy Kochański morí a Teplice el 1700
- El poeta Johann Gottfried Seume morí a Teplice el 1810
- El comporitor Ludwig van Beethoven va començar a escriure la seva Setena Simfonia el 1812 mentre s'estava a Teplice
- Oscar Straus treballà com a Kapellmeister a Teplice
- Kurt Eichhorn treballà com a director d'orquestra a Teplice
- L'astrònom Otto Tetens va morir a Teplice el 1945